# Championnats du monde de course en ligne de canoë-kayak de 1954
Navigation
Édition précédente Édition suivante
Les quatrièmes championnats du monde de course en ligne de canoë-kayak se sont déroulés à Mâcon (France) en 1954.

## Podiums

### Hommes

#### Canoë
| Epreuve     | Or                                     | Temps | Argent                               | Temps | Bronze                                         | Temps |
| C-1 1000 m  | János Parti (HUN)                      |       | István Hernek (HUN)                  |       | Jaroslav Poupa (TCH)                           |       |
| C-1 10000 m | Jirí Vokner (TCH)                      |       | František Čapek (TCH)                |       | István Hernek (HUN)                            |       |
| C-2 1000 m  | Autriche Kurt Liebhart Engelbert Lulla |       | Hongrie István Bodor Jószef Tuza     |       | Hongrie Ferenc Csonka Mihály Sasvari           |       |
| C-2 10000 m | Hongrie Károly Wieland Jószef Halmay   |       | Hongrie Ferenc Csonka Mihály Sasvari |       | Tchécoslovaquie Jaroslav Sieger Zdenek Ziegler |       |

#### Kayak
| Epreuve             | Or                                                              | Temps | Argent                                                                     | Temps | Bronze                                                                    | Temps |
| K-1 500 m           | Gert Fredriksson (SWE)                                          |       | Meinhard Mittenberger (GER)                                                |       | Mircea Anastasescu (ROU)                                                  |       |
| K-1 1000 m          | Gert Fredriksson (SWE)                                          |       | Louis Gantois (FRA)                                                        |       | Ferenc Hatlaczky (HUN)                                                    |       |
| K-1 10000 m         | Ferenc Hatlaczky (HUN)                                          |       | Milos Pech (TCH)                                                           |       | Harald Eriksen (NOR)                                                      |       |
| K-1 4 x 500 m relay | Suède Lars Glasser Carl-Ake Ljung Bert Nilsson Gert Fredriksson |       | Hongrie Ervin Szörenyi Andreás Sovan Ferenc Wagner Ferenc Hatlaczky        |       | Autriche Max Raub Herbert Wiedermann Alfred Schmidtberger Hermann Salzner |       |
| K-2 500 m           | Allemagne de l'Ouest Ernst Steinhauer Meinhard Miltenberger     |       | Suède Bengt Linfors Valter Wredgberg                                       |       | Hongrie Ferenc Wagner Andreás Sovan                                       |       |
| K-2 1000 m          | Hongrie István Mészáros György Mészáros                         |       | Allemagne de l'Ouest Michel Scheuer Gustav Schmidt                         |       | Allemagne de l'Ouest Helmut Nuller Günter Krammer                         |       |
| K-2 10000 m         | Autriche Maximilian Raub Herbert Wiedermann                     |       | Suède Sigvard Johansson Rolf Fjellmann                                     |       | Allemagne de l'Ouest Ernst Steinhauer Helmuth Stocker                     |       |
| K-4 1000 m          | Hongrie Imre Vagyócki László Kovács László Nagy Zoltán Szigeti  |       | Suède Einar Pihl Ebbe Frick Ragnar Heurlin Stig Andersson                  |       | France Maurice Graffen Marcel Renaud Louis Gantois Robert Enteric         |       |
| K-4 10000 m         | Suède Einar Pihl Ebbe Frick Ragnar Heurlin Stig Andersson       |       | Suède Hans Wetterström Carl-Gunnar Sundin Sigvard Johansson Rolf Fjellmann |       | Hongrie János Urányi István Mészáros György Mészáros Ferenc Varga         |       |

### Femmes

#### Kayak
| Epreuve   | Or                                        | Temps | Argent                                   | Temps | Bronze                                         | Temps |
| K-1 500 m | Therese Zenz (SAA)                        |       | Fritzi Schwingl (AUT)                    |       | Tove Nielsen (DEN)                             |       |
| K-2 500 m | Hongrie Hilda Pinter Klára Fried-Bánfalvi |       | Hongrie Valeria Lieszkowsky Vilma Egresi |       | Allemagne de l'Ouest Lisa Schwarz Gisela Amail |       |

## Tableau des médailles
| Rang  | Nation               | Or | Argent | Bronze | Total |
| ----- | -------------------- | -- | ------ | ------ | ----- |
| 1     | Hongrie              | 6  | 5      | 5      | 16    |
| 2     | Suède                | 4  | 4      | 0      | 8     |
| 3     | Allemagne de l'Ouest | 2  | 2      | 3      | 7     |
| 4     | Autriche             | 2  | 1      | 1      | 4     |
| 5     | Tchécoslovaquie      | 1  | 2      | 2      | 5     |
| 6     | France               | 0  | 1      | 1      | 2     |
| 7     | Danemark             | 0  | 0      | 1      | 1     |
| 8     | Norvège              | 0  | 0      | 1      | 1     |
| 9     | Roumanie             | 0  | 0      | 1      | 1     |
| Total | Total                | 15 | 15     | 15     | 45    |